# Geraldo Augusto de Resende
Geraldo Augusto de Resende, primeiro e único barão de Retiro (Juiz de Fora, 18 de agosto 1835 - Juiz de Fora, 31 de julho de 1914) foi um nobre brasileiro, vereador, Agente Executivo (prefeito) e Presidente da última Câmara Municipal de Juiz de Fora na monarquia.

## Homenagens
Foi inaugurado em 1929, homenagem do Governo na gestão de Antonio Carlos Ribeiro de Andrada, no distrito de Chácara, um grupo escolar com seu nome, Escola Estadual Barão do Retiro. A filha de Antonio Carlos, Ilka Maria veio a casar-se com Lahyr de Resende Tostes, bisneto do Barão do Retiro. Foi homenageado também com nome de bairro e rua em Juiz de Fora, o Bairro Barão do Retiro e a Rua Barão do Retiro.